# Барон Моррис
Барон Моррис из Сент-Джонса в доминионе Ньюфаундленд и города Уотерфорд — наследственный титул в системе Пэрства Соединённого королевства. Он был создан 15 января 1918 года для британского юриста и политического деятеля сэра Эдварда Морриса (1858—1935), который занимал должность премьер-министра Ньюфаундленда в 1909—1917 годах.
По состоянию на 2024 год носителем баронского титула являлся его правнук, Томас Энтони Салмон Моррис, 4-й барон Моррис (род. 1982), который стал преемником своего отца в 2011 году.

## Бароны Моррис (1918)
- 1918—1935: Эдвард Патрик Моррис, 1-й барон Моррис (8 мая 1858 — 4 октября 1935), сын Эдварда Морриса (ум. 1898)[1];
- 1935—1975: Майкл Уильям Моррис, 2-й барон Моррис (12 апреля 1903 — 11 марта 1975), единственный сын предыдущего[2];
- 1975—2011: Майкл Дэвид Моррис, 3-й барон Моррис (9 декабря 1937 — 5 мая 2011), старший сын предыдущего[3];
- 2011 — настоящее время: Томас Энтони Салмон Моррис, 4-й барон Моррис (род. 2 июля 1982), старший сын предыдущего[4];
  - Наследник титула: достопочтенный Джеймс Моррис (род. 1 августа 1983), младший брат предыдущего[5].

## Бароны Моррисы из Кенвуда
- См. Барон Моррис Кенвудский